# 莫里斯 (康乃狄克州)
莫里斯（英語：Morris）是一個位於美國康乃狄克州利奇菲爾德縣的城鎮。

## 地理
莫里斯的座標為41°41′38″N 73°12′38″W / 41.69389°N 73.21056°W，而該地的平均海拔高度為303米（即994英尺）。

## 人口
根據2010年美國人口普查的數據，莫里斯的面積為48.40平方千米，當中陸地面積為44.50平方千米，而水域面積為3.90平方千米。當地共有人口2,388人，而人口密度為每平方千米49人。